# Martin Campbell
Martin Campbell (* 24. října 1943 Hastings, Hawke's Bay) je novozélandský režisér. Proslavil se především režií bondovek Zlaté oko (1995) a Casino Royale (2006). Populární jsou rovněž jeho snímky o Zorrovi (Zorro: Tajemná tvář, Legenda o Zorrovi), komiksová adaptace Green Lantern (2011) či akční drama The Foreigner. V roce 1966 se přestěhoval do Anglie a prosadil se zde nejprve jako režisér pěti epizod krimi seriálu Profesionálové.